# Alboí della Scala
Alboí della Scala fou fill natural de Cangrande I della Scala senyor de Verona. Va assassinar al seu cosí Bartolomeo della Scala il vescovo el 1338. Anys després (1354) va conspirar amb Fregnano della Scala, fill de son cosí Mastino II della Scala, i fracassada la conjura fou executat a Verona el 27 de febrer de 1354.